# 제비꽃서민소설상
제비꽃서민소설상은 서민의 삶에 희망을 주는 소설에 수여하는 문학상이다.

## 역대 수상 작품
- 2007년 1회 이청준 <눈길>
- 2007년 2회 이현수 <토란>
- 2008년 3회 한창훈 <청춘가를 불러요>
- 2008년 4회 김종광 <모내기 블루스>
- 2008년 5월 손홍규 <봉섭이 가라사대>
- 2009년 6회 전성태 <국경을 넘는 일>
- 2009년 7회 김인숙 <그 여자의 자서전>
- 2009년 8회 이경자 <빨래터>
- 2010년 9회 공선옥 <유랑가족>
- 2010년 10회 안재성 <청계, 내 청춘>
- 2011년 11회 김남일 <천재토끼 차상문>
- 2012년 12회 이화경 <꾼>